# Антон II (Олденбург-Делменхорст)
Антон II фон Олденбург-Делменхорст (на немски: Anton II von Oldenburg-Delmenhorst; * 8 септември 1550 в Олденбург; † 25 октомври 1619 в Делменхорст) от фамилията Дом Олденбург е от 1577 г. до смъртта си граф на Графство Делменхорст.
Той е третият син на имперския граф Антон I фон Олденбург (1505–1573) и съпругата му принцеса София (1521–1571), дъщеря на херцог Магнус I фон Саксония-Лауенбург.
Брат му Йохан VII (1540–1603) последва през 1573 г. баща им като граф и трябва да плаща до 1577 г. на Антон II. През 1597 г. графствата Олденбург и Делменхорст се разделят.

## Фамилия
Антон II се жени през 1600 г. за Сибила Елизабет фон Брауншвайг-Даненберг (* 4 юни 1576; † 9 юли 1630), дъщеря на херцог Хайнрих фон Брауншвайг-Люнебург-Даненберг и принцеса Урсула фон Саксония-Лауенбург. Двамата имат децата: 
- София Урсула (1601 – 1642), омъжена на 17 март 1633 г. за Албрехт Фридрих, граф на Барби (1597 – 1641)
- Катарина Елизабет (1603 – 1649), абатеса на Гандерсхайм
- Антон Хайнри (1604 – 1622)
- Анна (1605 – 1688), омъжена 1634 г. за херцог Йохан Христиан фон Шлезвиг-Холщайн-Зондербург (1607 – 1653), син на Александер фон Шлезвиг-Холщайн-Зондербург
- Клара (1606 – 1647), омъжена на 15 януари 1645 г. за херцог Август Филип фон Шлезвиг-Холщайн-Зондербург-Бек (1612 – 1675), син на Александер фон Шлезвиг-Холщайн-Зондербург
- Сибила (1608 – 1640), монахиня в Херфорд
- Доротея (1609 – 1636)
- Сидония (1611 – 1650), омъжена през юни 1649 г. за херцог Август Филип фон Шлезвиг-Холщайн-Зондербург-Бек (1612 – 1675) след смъртта на сестра ѝ Клара
- Христиан IX (1612 – 1647), граф на Делменхорст
- Емилия (1614 – 1670), омъжена на 4 февруари 1638 г. за граф Лудвиг Гюнтер I фон Шварцбург-Рудолщат (1581 – 1646)
- Юлиана (1615 – 1691), омъжена 1652 г. за херцог Манфред фон Вюртемберг-Вайлтинген (1626 – 1662), син на Юлиус Фридрих фон Вюртемберг-Вайлтинген.